# Waris Dirie
Waris Dirie é uma modelo somali, famosa pelo ativismo em prol dos direitos humanos, em especial contra a mutilação genital feminina. Atualmente é cidadã austríaca.

## Biografia
Nascida em 1965, aos quatro anos de idade sofreu mutilação genital. Waris Dirie fugiu da aldeia em que vivia com a família aos treze anos de idade, um dia após saber que seria obrigada por seu pai a se casar com um velho homem de 60 anos, do qual seria a quarta esposa. Na época, atravessou com o seu cachorro um dos desertos somalis inteiro, sofrendo com fome e sede e ficando com vários ferimentos nos pés, os quais até hoje têm cicatrizes. Conseguiu chegar até a capital de seu país, Mogadíscio, onde encontrou a sua tia que após algum tempo conseguiu que sua sobrinha fosse levada a Londres para trabalhar como faxineira na casa do seu tio, embaixador da Somália. 
Passou quatro anos trabalhando na casa do Embaixador, sem sair da casa onde esta se localizava, por isso mal aprendera a falar o idioma inglês. Após o término de uma Guerra na Somália todos da Embaixada foram convocados a retornar ao país. Waris Dirie pede à sua tia, esposa do embaixador para ser deixada em Londres e, com ajuda de uma mulher, chamada Mariley (???) que aw tornou sua amiga, conseguiu emprego como faxineira em uma lanchonete. Lá, enquanto trabalhava, foi observada por Terence Donovan, um grande fotógrafo, que a lançou no mundo como modelo. Waris Dirie converteu-se numa defensora da luta pela erradicação da prática da Mutilação Genital Feminina e atualmente é embaixadora da ONU. Escreveu vários livros sobre suas vivências e foi tema de um filme "Flor do Deserto", lançado em 2010 no Brasil. Existe uma fundação com seu nome, da qual é fundadora.